# أوتو فاغنر
أوتو فاغنر (بالألمانية: Otto Wagner )‏ (و. 1841 – 1918 م) هو مهندس معماري، وأستاذ جامعي، من الإمبراطورية النمساوية المجرية، وكان عضوًا في حركة الانفصال الفنية، توفي في فيينا، عن عمر يناهز 77 عاماً، بسبب وباء إنفلونزا 1918.

## التعليم
تعلم في أكاديمية الفنون الجميلة في فيينا.

## معرض صور

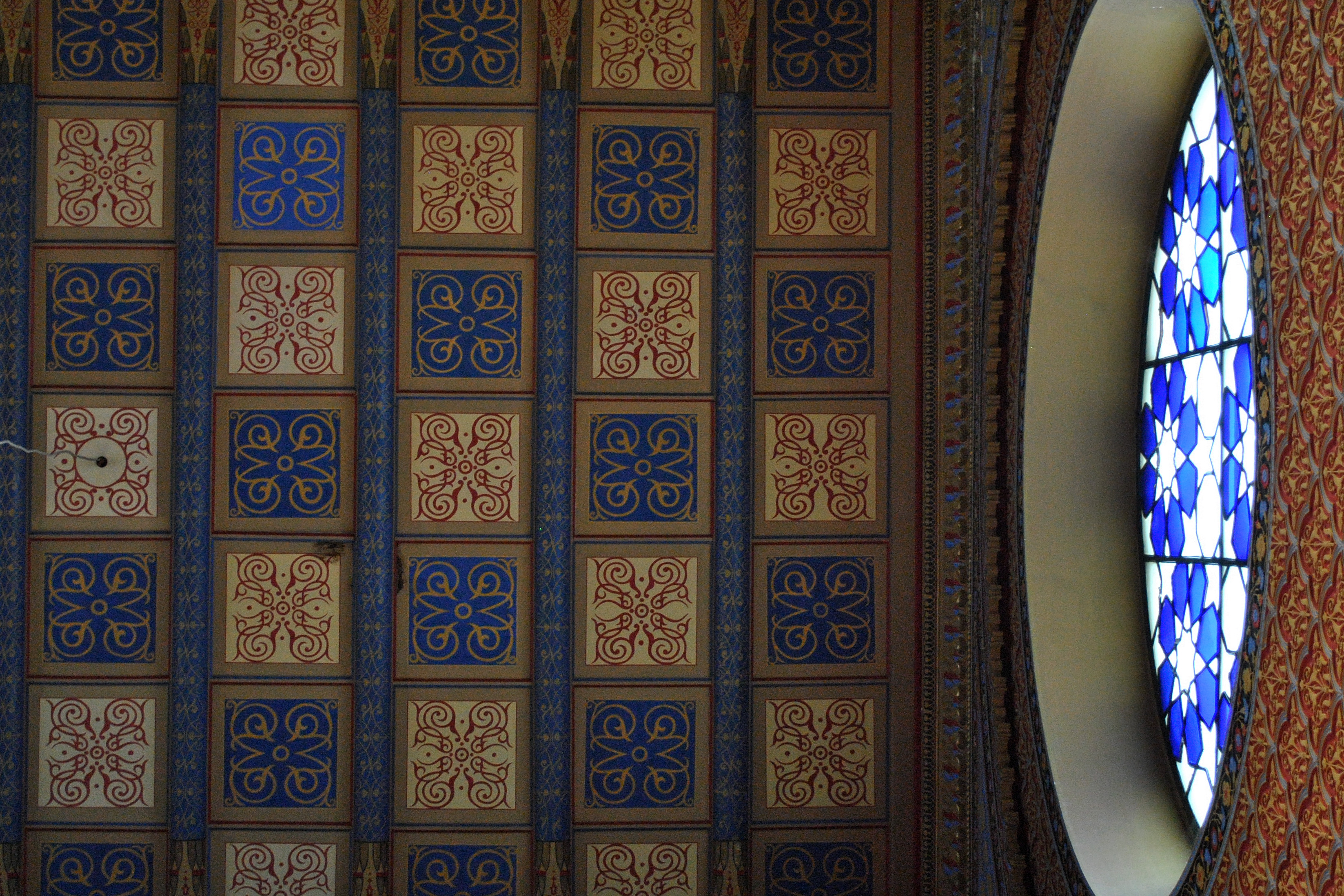
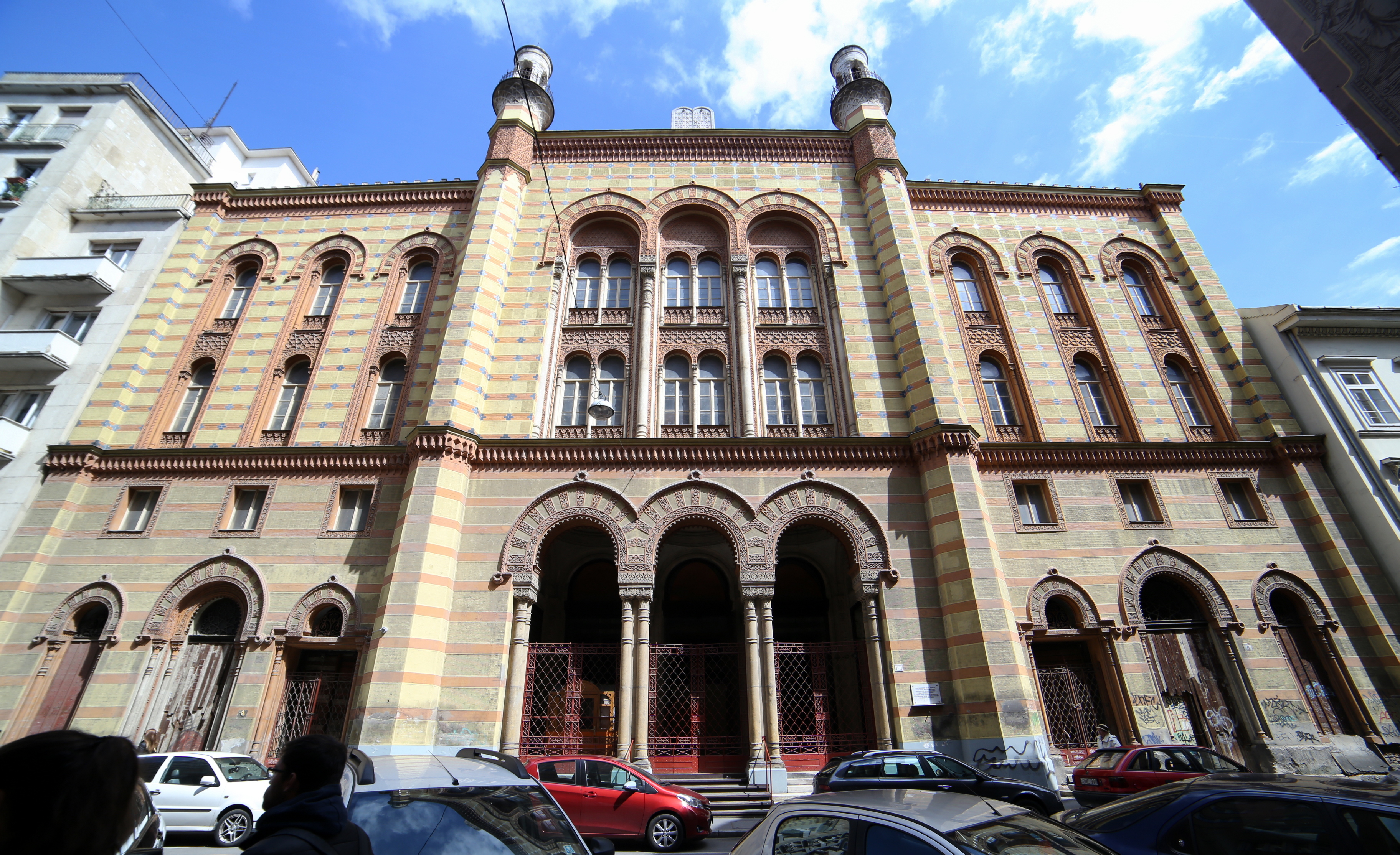
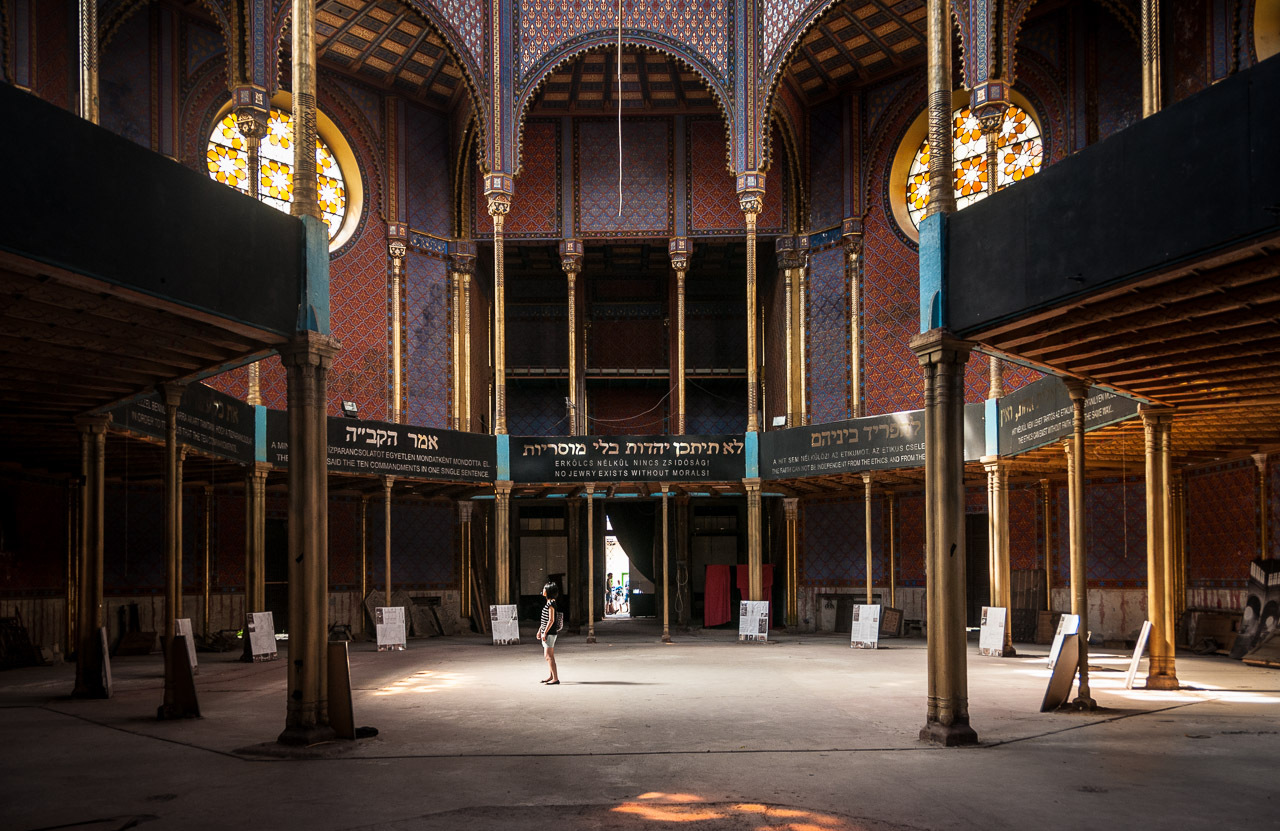

## جوائز
حصل على جوائز منها:
- وسام فرانز جوزيف.

## روابط خارجية
- أوتو فاغنر على موقع الموسوعة البريطانية (الإنجليزية)